# Bernhard Lippert (Fußballtrainer)

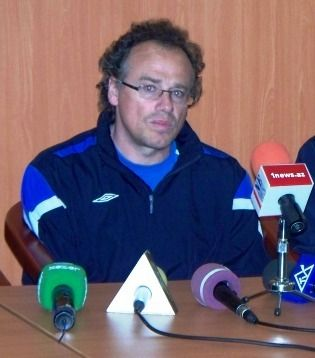
Bernhard Lippert 2009

Bernhard Lippert (* 12. März 1962 in Sailauf) ist ein deutscher Fußballtrainer.
Lippert arbeitete zwischen 1994 und 1997 als Cheftrainer der Amateure der Frankfurter Eintracht. 1997 wurde er zum Co-Trainer der Profimannschaft berufen. Das Amt bekleidete er bis 2000. Zwischen dem 9. Dezember 1998 und dem 10. Januar 1999 war er Interimstrainer der ersten Mannschaft. Von 2000 bis November 2005 war er wieder für die zweite Mannschaft verantwortlich. Seit 2008 ist Lippert als technischer Direktor verantwortlich für die aserbaidschanische U21-Nationalmannschaft. Seit 2020 ist Lippert technischer Direktor der Ghana Football Association.